# Rotaract Club Mundiacity
Le Rotaract Club Mundiacity est un club service marocain appartenant au réseau Rotaract, fondé sur le volontariat, le bénévolat, et l’engagement humanitaire.
Créé en 2019 et implanté à l’Université Mundiapolis de Casablanca, le Rotaract Mundiacity appartient au district 9010 du Rotary International qui est composé de 4 pays maghrébins. Le club est parrainé par le Rotary Casablanca City depuis 2020.

## Historique
Le Rotaract Club Mundiacity a été formé en 2019 par la volonté de jeunes étudiants de l’Université Mundiapolis, qui ont choisi de s’associer au mouvement Rotaract, issu de la contraction des deux mots « Rotary » et « Action », et branche du Rotary International.
Ses membres revendiquent la valorisation d’une haute éthique civile et professionnelle et développent des programmes dédiés à l’intérêt général.
C’est dans ce sens que ce club universitaire verra le jour avec son président fondateur El Mehdi Ourrahte, étudiant en Business School.
L’année universitaire 2019-2020 connaîtra la structuration et la mise en place des bases d'association conformément aux valeurs rotariennes.
Et ce n'est qu'à partir du 5 novembre 2020, que le club sera officiellement reconnu par le Rotary International et bénéficiera également d'un parrainage de la part du Rotary Casablanca City grâce à l’initiative de Mohamed El Berkaoui, président de l’université Mundiapolis et en même temps membre du club Rotary.
Le 8 mars 2021, Le Rotary Casablanca City organisera une cérémonie de remise de la charte de reconnaissance au Rotaract Mundiacity.
La cérémonie a vu la présence du gouverneur du district 9010 Said Nejjar, de l’ADG du Rotary, Khalid Kebbaj et des invités rotariens des autres clubs de Casablanca.
Par visioconférence, le Rotary Club Tunis-La Soukra et le Rotary club de Séville ont assisté à l'intronisation.

## Actions
Entre 2019 et 2023, le club a mis en œuvre des dizaines d'actions caritatives occasionnelles ou annuelles, basées sur les axes stratégiques du Rotary, et notamment la contribution à l’organisation de plus de 12 caravanes humanitaires visant les zones rurales dans divers provinces au Souss-Massa,, Al Haouz , Amizmiz, Settat et Doukkala,,. Sans oublier l’intervention massive aux caravanes de secours à la suite du séisme de 2023 au Maroc,,.
En parallèle, le Rotaract Mundiacity collabore dans des activités (stands, vente de produits, déjeuner caritatif) et bien évidemment des événements de divertissement (voyages, jeux, parties…) au profit de ses membres et des externes, dans le but de réaliser les collectes de fonds nécessaires pour concrétiser les actions humanitaires.

### Caravane multidisciplinaire
| Date              | Type                                               | Lieu                                                                                        | Bénéficiaires                 | Partenaires                                                               |
| ----------------- | -------------------------------------------------- | ------------------------------------------------------------------------------------------- | ----------------------------- | ------------------------------------------------------------------------- |
| 28 février 2020   | Caravane humanitaire et médicale                   | douar Ighrem N’Ougdal , province de Ouarzazate                                              | -                             | Rotaract UIC et Association Pulpe d’espoir des médecins dentistes         |
| 4 décembre 2020   | Caravane humanitaire                               | douar Oulad Ali, province de Settat                                                         | 80 familles                   |                                                                           |
| 26 décembre 2020  | Caravane humanitaire                               | douar Anamer, province d'Al Haouz                                                           | 100 familles                  | Rotary Casablanca City                                                    |
| 5 mars 2021       | Caravane humanitaire et médicale                   | commune Touama, province d'Al Haouz                                                         | 100 familles                  | Lions Club Doctors                                                        |
| juin 2021         | Fournir l’eau potable en rénovant une source d’eau | commune Touama, province d'Al Haouz                                                         | 100 familles                  | Rotary Casablanca City                                                    |
| 3 mars 2022       | Caravane humanitaire                               | douar Tifirt, Amizmiz, province d'Al Haouz                                                  | 100 familles                  | Rotaract Casaculture                                                      |
| 10 mars 2022      | Caravane humanitaire et médicale                   | province de Settat                                                                          | 80 familles                   | Rotary Casablanca City et Rotaract Casaculture                            |
| 21 janvier 2023   | Caravane humanitaire et médicale                   | douar Ait Mansour, Tazlida, province d'Al Haouz                                             | 122 familles                  | Rotaract Casaculture                                                      |
| 21 janvier 2023   | Rénovation d’une mosquée                           | douar Ait Mansour et Tazlida, commune Zrikten, province d'Al Haouz                          | -                             | Rotaract Casaculture                                                      |
| 3 mars 2023       | Caravane humanitaire et médicale                   | commune Bouhmame, province de Sidi Bennour                                                  | 180 familles et 1200 patients | Rotary Casablanca City et Rotaract Casaculture                            |
| 10 septembre 2023 | Caravane de secours humanitaire                    | douar Talat N'Yaaqoub, Ait Yahya province d'Al Haouz et Tizgui Oufella , Province Chichaoua | -                             | Rotary Casablanca City et Rotaract Casaculture                            |
| 24 septembre 2023 | Caravane de secours humanitaire                    | douar Imi-N’tislit, Afra, Targa, Noufra et Agadiran, commune Ouneïn, province de Taroudant  | 1000 personnes                | Rotaract Seville, Interact Rey de Cartago et Rotaract UIC                 |
| 6 octobre 2023    | Caravane de secours humanitaire                    | commune Ighil, Aghbar, Tassaft, Tagontaft, province d'Al Haouz                              | -                             | Rotary Casablanca City, Rotaract Casaculture et Association des orphelins |
| 9 décembre 2023   | Caravane sani-secours                              | commune Talat N'Yaaqoub, province d'Al Haouz                                                | 300 familles                  | Rotary Casablanca City                                                    |

### Actions sociales
| Date                    | Type                                            | Lieu                                               | Bénéficiaires    | Partenaires            |
| ----------------------- | ----------------------------------------------- | -------------------------------------------------- | ---------------- | ---------------------- |
| 14 mai 2020             | Distribution de paniers Ramadan Easy (covid-19) | Casablanca                                         | 80 familles      |                        |
| 19 décembre 2020        | Action SDF                                      | Casablanca                                         | 60 bénéficiaires |                        |
| 29 Avril au 16 mai 2021 | Distribution de ftours Ramadan Easy             | Casablanca                                         | 80 familles      |                        |
| 27 juillet 2021         | Distribution de moutons (Aïd Al Adha)           | Casablanca                                         |                  | Rotary Casablanca City |
| 29 janvier 2022         | Action SDF                                      | Casablanca                                         |                  | Rotaract Casaculture   |
| 16 Avril au 30 mai 2021 | Distribution de ftours Ramadan Easy             | Casablanca                                         |                  | Rotaract Casaculture   |
| 28 novembre 2022        | Visite hôpital de l’enfant                      | Hôpital Enfants Abderrahim Harouchi, CHU Ibn Rochd |                  |                        |
| 23 mars 2023            | Distribution de ftours Ramadan Easy             | Casablanca                                         |                  | Rotaract Casaculture   |
| 9 janvier 2024          | Visite de la maison de retraite                 | Amal Fondation, Aïn Sebaa, Casablanca              |                  | Rotaract ESCA          |

### Actions Éducation
| Date             | Type                                                                                     | Lieu                                          | Bénéficiaires | Partenaires                               |
| ---------------- | ---------------------------------------------------------------------------------------- | --------------------------------------------- | ------------- | ----------------------------------------- |
| 28 février 2020  | Rénovation d’une école                                                                   | douar Ighrem N’Ougdal, province de Ouarzazate |               | Rotaract UIC                              |
| 2020             | Attestation de l’atelier des secrets de prise de parole en public                        | FST Mohammedia                                |               | Rotaract FST Marina                       |
| 4 décembre 2020  | Équipement d’une école de fournitures scolaires                                          | douar Oulad Ali, province de Settat           | 150 élèves    |                                           |
| 5 mars 2021      | Rénovation d’école                                                                       | commune Touama, province d'Al Haouz           |               |                                           |
| 24 décembre 2021 | Rénovation d’école                                                                       | commune Ouled Saïd, province de Settat        |               | Rotaract Casaculture et Association Ansar |
| 2023             | Organisation d’une formation rotaractienne animée par Hicham Berraj et Mouad El Bahraoui | ESCA École de management                      |               | Rotaract Club ESCA                        |
| 2023             | Organisation du salon de l’emploi Job Fair                                               | Hotel Marriott, Casablanca                    |               | Université Mundiapolis                    |

### Actions Santé
| Date                 | Type                                                                            | Lieu                     | Bénéficiaires | Partenaires          |
| -------------------- | ------------------------------------------------------------------------------- | ------------------------ | ------------- | -------------------- |
| 23 décembre 2019     | Campagne don de sang                                                            | Université Mundiapolis   |               |                      |
| 2020                 | Formation genre et dynamique post-crise Covid-19 par Meryem Aziza Alaoui        | En ligne                 |               |                      |
| 2020                 | Formation avec la psychologue clinicienne et psychothérapeute Soraya Benslimane | En ligne                 |               |                      |
| 1 et 2 décembre 2020 | Campagne don de sang                                                            | Université Mundiapolis   |               |                      |
| 11 octobre 2021      | Campagne de sensibilisation au dépistage du cancer du sein                      | Université Mundiapolis   |               |                      |
| 2021                 | Formation développement de la résilience par Narjiss Sefiani                    | Casablanca               |               |                      |
| 3 décembre 2021      | Campagne don de sang                                                            | Université Mundiapolis   |               | Rotaract Casaculture |
| 27 octobre 2022      | Campagne don de sang                                                            | Université Mundiapolis   |               | Rotaract Casaculture |
| 24 octobre 2023      | Conférence de sensibilisation et lutte contre la poliomyélite                   | Université Mundiapolis   |               |                      |
| 24 novembre 2023     | Campagne don de sang                                                            | Université Mundiapolis   |               | Rotaract Casaculture |
| novembre 2023        | Participation à la formation de secours premières                               | ESCA École de management |               | Rotaract Club ESCA   |

### Actions Environnement
| Date         | Type                                                           | Lieu                        | Bénéficiaires | Partenaires |                        |
| ------------ | -------------------------------------------------------------- | --------------------------- | ------------- | ----------- | ---------------------- |
| juin 2021    | Équipement d’une source d’eau potable par des plaques solaires | Touama, province d'Al Haouz | 100 familles  |             | Rotary Casablanca City |
| 15 mars 2022 | Action nettoyage de la plage                                   | Casablanca                  |               |             |                        |

## Fonctionnement
Composé de jeunes étudiants et de professionnels, le club (compte annuellement entre 30 à 80 membres) se réunit tous les quinze jours, sous la présidence d’un membre élu pour un an, pour des exposés, des sorties, des discussions et l’organisation d’activités multiples. 
Les membres du club, sont souverains dans le choix et l’organisation de leurs plans d’actions, tout en respectant l’éthique du Rotary; un comité ou bureau exécutif est chargé d’examiner les projets, de les approuver et de les mettre en oeuvre.

### Bureau du club
En début de chaque année, le club procède à des élections afin de désigner le président et le comité qui assurera le bon déroulement du club et ses objectifs. L'organe directeur est composé du président qui prendra la charge de la gouvernance et la direction générale du club , d'un vice président et du past president pour le seconder en cas d'absence, d’un secrétaire général qui assurera le bon fonctionnement du club administrativement et d'un trésorier pour assurer le suivi financier du club. Les procès verbaux sont confiés au chef de protocole qui devra représenter son club au monde extérieur notamment les médias. Chaque membre du bureau a des adjoints et des commissions spécialisées composées de nouveau membre qui devront se familiariser avec le reste du groupe tout en suivant une formation au leadership.

### Présidents par année
Le fondateur El Mehdi Ouarrahte présidera le club durant les deux premiers mandats après la création.
Fin Juillet 2021, c’est Merieme Lahna, étudiante master en psychologie, qui lui succèdera à la présidence.
Arrivé au terme de son mandat le 14 octobre 2022, Meriem passera les rênes au mauritanien Moctar Seyid, étudiant en master comptabilité contrôle et audit, qui sera élu à la tête du club après avoir occupé le poste de secrétaire.
Été 2023, le juriste Mohammed Akrache, doctorant en droit, sera désigné président du club à la suite du vote des membres du comité.
| 2019-2020         | 2020-2021         | 2021-2022    | 2022-2023       | 2023-2024        |
| ----------------- | ----------------- | ------------ | --------------- | ---------------- |
| El Mehdi Ourrahte | El Mehdi Ourrahte | Meriem Lahna | El Moctar Seyid | Mohammed Akrache |

## Le Comité 2023-2024
| Président        | Past Président  | Vice-président | Secrétaire général | Trésorière   | Chef de protocole |
| ---------------- | --------------- | -------------- | ------------------ | ------------ | ----------------- |
| Mohammed Akrache | El Moctar Seyid | Yahya Riabi    | Imad Bouftas       | Dalal Bakhti | Rayane Saouri     |